# Eleição para governador do Alasca em 1962
A eleição para governador do estado americano do Alasca em 1962 foi realizada em 6 de novembro de 1962 e elegeu o governador do Alasca. As primárias foram realizadas em 14 de agosto de 1958.
Na primária do Partido Democrata o governador William Egan teve 64% dos votos, seguido por George H. Byer com 25% e Warren A. Taylor com 11%.
Na primária do Partido Republicano o ex-governador territorial Mike Stepovich teve 38% dos votos, o senador estadual Howard W. Pollock teve 31% seguido pelo senador estadual John "Jack" B. Coghill com 14%, Verne O. Martin com 9% e Milo Fritz com 8%.